# SHC014-CoV
SHC014-CoV este o tulpină a coronavirusului asociat cu SARS (SL-CoV), subspecie a coronavirusului legat de SARS (SARSr-CoV), care infectează liliecii cu potcoavă (familia Rhinolophidae), descoperită în China în 2013.
Din aprilie 2011 până în septembrie 2012, 117 mostre anale și de fecale de la lilieci au fost colectate dintr-o colonie de lilieci chinezești cu potcoavă (Rhinolophus sinicus) în Kunming (provincia Yunnan din sud-vestul Chinei). Din cele 117 probe, un număr de 27 (23%) conțineau șapte tulpini diferite de coronavirusuri similare SARS, dintre care două anterior necunoscute și denumite RsSHC014 și Rs3367.
În 2015, University of North Carolina at Chapel Hill și Institutul de Virusologie Wuhan au efectuat cercetări care au demonstrat că virusul ar putea fi modificat pentru a infecta linia de celule umane HeLa, prin utilizarea geneticii inverse pentru a crea un virus himeric constând dintr-o proteină de suprafață a SHC014 și baza virusului SARS. Versiunea SL-SHC014-MA15 a virusului, în principal proiectată pentru a infecta șoareci, diferă cu 7% (peste 5.000 de nucleotide) de SARS-CoV-2, cauza pandemiei umane de coronaviroză din 2019-2020. Cu toate acestea, mai multe studii sunt necesare pentru oferi credibilitate unui studiu din 2013, ale cărui datele suplimentare raportează că peste 99% din secvența genomică este identică între SHC014-CoV și 3367-CoV și patru coronavirusuri umane aleatorii.